# Asaphomyia
Asaphomyia is een vliegengeslacht uit de familie van de dazen (Tabanidae).

## Soorten
- A. floridensis Pechuman, 1974
- A. texensis Stone, 1953